# Гартленд (Мен)
Гартленд (англ. Hartland) — місто (англ. town) в США, в окрузі Сомерсет штату Мен. Населення — 1705 осіб (2020).

## Демографія
Згідно з переписом 2010 року, у місті мешкали 1782 особи в 741 домогосподарстві у складі 482 родин. Було 1109 помешкань
Расовий склад населення:
| - 97,0 % — білих - 0,5 % — чорних або афроамериканців - 0,4 % — азіатів - 0,3 % — корінних американців |

До двох чи більше рас належало 1,5 %. Частка іспаномовних становила 1,0 % від усіх жителів.
За віковим діапазоном населення розподілялося таким чином: 21,0 % — особи молодші 18 років, 60,9 % — особи у віці 18—64 років, 18,1 % — особи у віці 65 років та старші. Медіана віку мешканця становила 45,2 року. На 100 осіб жіночої статі у місті припадало 93,3 чоловіків;  на 100 жінок у віці від 18 років та старших — 91,7 чоловіків також старших 18 років.
Середній дохід на одне домашнє господарство  становив 43 954 долари США (медіана — 31 583), а середній дохід на одну сім'ю — 55 044 долари (медіана — 40 750). Медіана доходів становила 29 514 долари для чоловіків та 30 556 доларів для жінок. За межею бідності перебувало 22,2 % осіб, у тому числі 34,2 % дітей у віці до 18 років та 13,7 % осіб у віці 65 років та старших.
Цивільне працевлаштоване населення становило 662 особи. Основні галузі зайнятості: освіта, охорона здоров'я та соціальна допомога — 28,2 %, виробництво — 22,8 %, будівництво — 9,4 %, науковці, спеціалісти, менеджери — 8,8 %.